# Kathleen McGowan
Kathleen McGowan (* 22. März 1963 in Hollywood, Los Angeles) ist eine US-amerikanische Schriftstellerin.

## Leben
Kathleen McGowan arbeitete nach ihrer Schulzeit als Reporterin in Nordirland, Europa und im Nahen Osten und arbeitete unter anderem für die Irish News und für die Walt Disney Corporation, für die sie Drehbücher schrieb und eine Dokumentarfilmreihe umsetzte. Während ihrer Reisen entdeckte sie ihr Interesse für Mythologie und nahm ein Studium dieses Fachgebietes auf. Die Idee einer Romanserie verschaffte ihr mit ihrem Erstlingswerk Das Magdalena-Evangelium (Original: The Expected One) 2006 den künstlerischen Durchbruch.   Zunächst als Trilogie geplant, umfasst ihre Magdalena-Reihe inzwischen vier unabhängig lesbare Bände. McGowan lebt in Los Angeles, Schottland und Frankreich.
Am 22. September 2011 heiratete sie Philip Coppens (1971–2012), mit dem sie zusammen u. a. die Reihe The Spirit Revolution für einen Internetradiosender produziert hatte.
Neben ihren eigenen Werken schrieb sie u. a. für die Celtic-Rock-Band Finn MacCool (benannt nach dem mythischen Helden Fionn mac Cumhaill) viele Lieder.

## Werke (Belletristik)

### Die Magdalena-Serie
Die Protagonistin in McGowans Magdalena-Serie ist Maureen Paschal, eine US-amerikanische Journalistin, deren Wirken sich durch alle vier bisherigen Bände zieht. Daneben beschäftigt sich jeder Band mit einer anderen historischen Gestalt. Der ursprüngliche Vertrag McGowans mit dem Verlag Simon & Schuster sah die Produktion einer Trilogie vor. Inzwischen hat sie jedoch einen vierten Band im Verlag Flower of Life Press veröffentlicht.
Das Magdalena-Evangelium
Kathleen McGowans Erstlingswerk Das Magdalena-Evangelium wurde zunächst im Eigenverlag veröffentlicht, erschien dann aber bei Touchstone Books, einen Imprint von Simon & Schuster. Die Auslandsrechte des Buches wurden in 22 Ländern verkauft. Das Buch stand mehrere Wochen auf der New York Times Bestsellerliste
Im Mittelpunkt des Romans steht die amerikanische Journalistin Maureen Paschal. Sie hat ein erfolgreiches Buch über erfolgreiche Frauen geschrieben und ist dabei auf die Geschichte der Maria Magdalena gestoßen. Ihre Nachforschungen führen sie nach Israel, wo sie eine Vision hat. Sie wird seitdem nachts immer wieder von mysteriösen, visionären Träumen geweckt.
Dann taucht ein schottischer Adeliger auf, überhäuft sie mit Blumen und lädt sie nach Frankreich in das Dorf Rennes-le-Château im Languedoc ein. Dort erfährt Maureen erstaunliche Dinge über Maria Magdalena und ihre sagenumwobene Hinterlassenschaft. In der Einöde des Languedocs soll diese Hinterlassenschaft, ein Dokument von Maria Magdalena über die Zeit, in der Isa (Jesus), ihr Gatte, die Lehre des „Rechten Weges“ verbreitete, zu finden sein. Maureen wird von vielen für die Verheißene gehalten, die dieses Dokument bergen kann.
Kathleen McGowan schreibt im Epilog, sie habe viele Tatsachen, einige Theorien und vor allen Dingen eine Menge Erlebnisse aus ihrem eigenen Leben miteinbezogen.
Decca Aitkenhead meint im Guardian, dass die Geschichte sie sehr an Dan Browns Erfolgsroman Sakrileg erinnere. Für sie sind erzählerischen Überschneidungen zwischen den beiden Romanen unverkennbar; angefangen von Dramen im Louvre bis hin zu kryptischen Hinweisen in großen Kunstwerken. Sie findet das Buch gleich gut wie das Werk von Brown. Weitere Rezensionen erschienen u. a. in der New York Times, dem Belfast Telegraph und Publishers Weekly
Das Jesus-Testament
Im zweiten Roman der Reihe verarbeitet McGowan die Geschichte der Mathilde von Tuszien, die sie fiktiv zur Hüterin des wahren Testaments Jesu Christi, dem „Buch der Liebe“ werden lässt. Die aus dem ersten Band bekannte Protagonistin Maureen Paschal spürt als Nachfahrin der Maria Magdalena eine enge Verbindung zu Mathilde. Auf dem Weg zur Lösung des Geheimnisses muss sie kryptische Hinweise aus der Vergangenheit deuten. Andere, die ebenfalls nach dem Buch suchen, versuchen zu verhindern, dass seine Botschaft ans Licht kommt.
Das Magdalena-Vermächtnis
Der dritte Roman der Reihe handelt von Lorenzo de’ Medici als historischer Person. In dessen Wirkungsort Florenz wurden laut der Romangeschichte Mysterien begründet, die bis heute Rätsel aufgeben. Maureen Paschal soll als Hüterin des geheimen Erbes der Maria Magdalena in den „Lehren der Medici“ unterwiesen werden, die seinerzeit von der Kirche als Ketzerei verdammt worden waren. Paschals Gegenspieler ist die Nachfahrin eines fanatischen Mönchs.
Die Magdalena-Verschwörung
Im Nachfolgeroman der ursprünglichen Trilogie recherchiert Maureen Paschal über Anne Boleyn und stößt dabei auf bislang unbekannte Details aus deren Leben. Anne Boleyn soll in der Romangeschichte Teil einer europaweiten Verschwörung gewesen sein. Ein Frauenmörder verfolgt Paschal bei ihren Entdeckungen in London.

## Werke (Sachbuch)

### Vater unser. Deine Schatzkarte zu Gott
In ihrem bisher einzigem Sachbuch beschäftigt sich Kathleen McGowan mit dem Vaterunser, das sie dem Leser als „Quelle der Kraft“ und „sieben Schritte zu einem sinnerfüllten Leben“ vermitteln möchte.